# On Edición Especial (álbum)
On Edición Especial es el quinto disco solista del cantautor uruguayo Pablo Sciuto. Fue publicado en CD por su sello independiente Hipnótica Records en el año 2010, fue grabado en la ciudad de Alcalá de Henares de la comunidad de Madrid, España en los estudios Aceituna Brava, producido por el uruguayo Santiago Montoro (Jorge Drexler, Fernando Ulivi, Rossana Taddei, etc). Es un disco que añade 10 temas descartados de las sesiones de grabación de On en acústico por Ignacio Pozo en el estudio analógico ya desaparecido Ría Records en Avilés, Asturias y también dos remezclas realizadas por el DJ y productor argentino Mäuss.

## Estilo musical
En On Pablo Sciuto experimenta en profundidad con nuevas sonoridades, la experiencia de conocer personalmente al maestro Lenine tuvo gran influencia en su creación y producción. Pablo se introduce nuevamente en la electrónica con sonidos más elaborados, vuelve al candombe pero llevándolo a un sonido contemporáneo con la percusión del gran Tatita Márquez y la participación de Waldemar Carrasco y su hijo el cantante Bruno Carrasco, en la cuerda de tambores uruguaya.

## Lista de canciones
| Lado A |                                             |                            |          |  |
| N.º    | Título                                      | Escritor(es)               | Duración |  |
| 1.     | «On»                                        |                            | 4:22     |  |
| 2.     | «Nace»                                      |                            | 3:33     |  |
| 3.     | «Antena»                                    |                            | 3:42     |  |
| 4.     | «Las piernas»                               | Leo Minax - Pablo Sciuto   | 3:10     |  |
| 5.     | «Extraño método de amar»                    |                            | 4:21     |  |
| 6.     | «Bailar»                                    |                            | 5:06     |  |
| 7.     | «Móvil»                                     |                            | 3:01     |  |
| 8.     | «Paisaje»                                   |                            | 4:36     |  |
| 9.     | «Codificado»                                |                            | 3:49     |  |
| 10.    | «Volar»                                     |                            | 2:42     |  |
| 11.    | «99 Pasos»                                  | Pippo Spera - Pablo Sciuto | 3:34     |  |
| 12.    | «Tiempo»                                    |                            | 3:26     |  |
| 13.    | «Móvil (Versión acústica)»                  |                            | 2:53     |  |
| 14.    | «Móvil (Remix)»                             |                            | 3:19     |  |
| 15.    | «On (Versión acústica)»                     |                            | 4:03     |  |
| 16.    | «Nace (Versión acústica)»                   |                            | 3:08     |  |
| 17.    | «Codificado (Versión acústica)»             |                            | 4:30     |  |
| 18.    | «Paisaje (Versión acústica)»                |                            | 3:26     |  |
| 19.    | «Volar (Versión acústica)»                  |                            | 3:26     |  |
| 20.    | «Extraño método de amar (Versión acústica)» |                            | 3:26     |  |

## Ficha técnica
Pablo Sciuto: voz, guitarra acústica, guitarra española y coros.
Fabián Miodownik: Batería.
Santiago Montoro: Guitarras eléctricas, acústicas, bajo, programaciones y sintetizadores.
Alberto Almonacid: Bajo en A2 y A9.
Waldemar Carrasco y Bruno Carrasco: Percusión de candombe en A10.
Tatita Márquez: Percusión de candombe en A12.
Mäuss: Efectos electrónicos en A7 y A9. Remixes en A14 y A20. 
Leo Minax: Guitarras y coros en A4.
Diseño de portada: Estudio Cranearte
Fotografía: Lukaat
Retoque fotográfico: Ale Megale.
- Grabado y mezclado por Santiago Montoro en Aceituna Brava, Alcalá de Henares, Madrid, España.
- Masterizado por Pablo Sciuto en estudio Imaginalas, Madrid, España.
- Grabación de baterías en "El hornero" estudios en la ciudad de Buenos Aires, Argentina por César Silva.
- Versión acústica de Móvil (A13) grabado en su propio estudio, Imaginalas.
- Versiones acústicas de On (A15), Nace (A16), Codificado (A17), Paisaje (A18), Volar (A19) grabadas en estudio Ría Records por Ignacio Pozo.